# Doraemon: Boku, Momotarō no nan'na no sa
Doraemon: Boku, Momotarō no nan'na no sa (ドラえもん ぼく、桃太郎のなんなのさ? lett. "Doraemon - Cosa sono per Momotarō") è un mediometraggio del 1981 diretto da Takeyuki Kanda.
Si tratta del primo episodio speziale dalla serie, e non fa parte della numerazione ufficiale dei film di Doraemon. É inedito in Italia.

## Trama
Nobita deve fare una ricerca sulla propria città e scopre la leggenda del ragazzo pesca, Momotaro. Deciso a scoprire se il personaggio sia realmente esistito, intraprende un viaggio con la macchina del tempo, insieme a Doraemon, Shizuka, Gian e Suneo.

## Distribuzione
Il cortometraggio è stato proiettato per la prima volta nei cinema giapponesi il 1º agosto 1981, insieme ad un altro film, 21 emon: uchu e irasshai. Il titolo internazionale del cortometraggio è What Am I for Momotaro.